# Сабанчи (Янаульский район)
Сабанчи (баш. Һабансы) — деревня в Янаульском районе Республики Башкортостан Российской Федерации. Входит в состав Истякского сельсовета.

## География

### Географическое положение
Расположена на речке Юссук. Расстояние до:
- районного центра (Янаул): 11 км,
- центра сельсовета (Истяк): 6 км,
- ближайшей ж/д станции (Янаул): 11 км.

## История
Деревня возникла до Великой Отечественной войны. Во время нее действовали колхозы «Правда» и «Сабанчи».
В 1982 году — около 40 человек населения.
В 1989 году — 15 человек (6 мужчин, 9 женщин).
В 2002 году — 6 человек (1 мужчина, 5 женщин), башкиры (100 %).
В 2010 году — 7 человек (4 мужчины, 3 женщины).

## Население
| 2002 | 2009 | 2010 |
| ---- | ---- | ---- |
| 6    | ↗10  | ↘7   |